# Lengyel Dániel (labdarúgó)
Lengyel Dániel (Budapest, 1989. március 1. –) magyar labdarúgó, hátvéd.

## Sikerei, díjai
- U 19 Európai-bajnoki 3. helyezett
- Nb 1 3. helyezett

NB 2 3. helyezett
- Másodosztályú bajnok: 2015-16

## Külső hivatkozások
- Lengyel Dániel adatlapja a HLSZ.hu-n
- Lengyel Dániel adatlapja a Nemzeti Sport Online-on